# Balance des noirs
Les caméras vidéos professionnelles peuvent posséder une fonction appelée balance des noirs, qui agit sur le signal noir (sans lumière). À l’inverse de la balance des blancs, la balance des noirs n’est pas réglée à chaque utilisation.
Un bon réglage de la balance des noirs a pour objectif de maximiser la qualité d'image en garantissant que la sensibilité des pixels soit constante sur toute la surface du capteur.

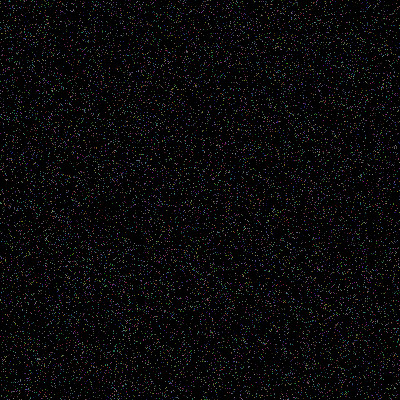
Illustration du bruit thermique appliqué à un capteur photographique

## Utilité et fonctionnement
L’intérêt principal de la balance de noirs est schématiquement d’éliminer tout courant résiduel (et donc indésirable) sortant du capteur dans des conditions de noir complet. Ce phénomène est souvent appelé bruit thermique. 
Afin de réaliser la balance des noirs, il est nécessaire de mettre dans le noir complet sur le capteur, c’est pourquoi la caméra ferme automatiquement et complètement le diaphragme quand la balance des noirs est faite.
Dans la caméra, la balance des noirs indique le fait que les niveaux de noirs de rouge (R), vert (V) et bleu (B) sont arrangés de manière à réduire les différences des signaux de couleur (R-Y) et (B-Y) du capteur à zéro. Ce procédé logiciel permet que la coloration non naturelle (rosée habituellement) des parties sombres d'un objet reproduit à l'image soit évitée ou que la coloration d'un objet sans couleur filmé dans des conditions de faible luminosité soit éliminée.

## Disponibilité
Sur les caméscopes et appareils photos grand public, semi-pros voire certains caméscopes pros le réglage de la balance des noirs n'est pas accessible (il est alors effectué automatiquement).
Le réglage de la balance des noirs est disponible uniquement sur les caméras professionnelles.

## Fréquence de réglage
Il y a beaucoup de débats sur l'utilité de faire régulièrement ou non la balance des noirs. Cependant, la balance des noirs est habituellement changée lors d'un changement important de température ambiante (plus spécialement du froid vers le chaud) car le bruit thermique a tendance à apparaître lors du réchauffement du capteur. Il s’agit sinon d’un réglage périodique afin de compenser d’inévitables déréglages.
D'après le fabricant RED, il est recommandé de faire la balance des noirs quand :
- Température ambiante : changement brutal de 15 °C
- Temps d'exposition : passage au-dessus ou en dessous d'une demi-seconde
- Logiciel : parfois après des mises à jour micro-logicielles

## Procédure de réglage
Il existe deux manières de régler la balance des noirs sur une caméra vidéo professionnelle. On utilise plus souvent la méthode automatique pour sa fiabilité et sa facilité de mise en œuvre.

### Automatique
La balance des noirs est automatiquement réglée par la caméra, souvent en levant un commutateur situé sous l'objectif. Le diaphragme se ferme alors totalement, pour garantir une luminosité nulle et la caméra règle la balance.

### Manuelle
On règle la balance des noirs manuellement à l'aide d'un oscilloscope vidéo :
- Le diaphragme doit être fermé complètement (position C sur le réglage de l'ouverture)
- Le gain électronique doit être nul
- On décolle légèrement les noirs du seuil de 20 mV
- Sur l'oscilloscope en mode vecteurscope, on repositionne le point représentant le noir au centre (en agissant sur les réglages des couleurs)

Grâce à ces manipulations, on a "supprimé" les problèmes de coloration de l'image : la balance des noirs est bonne.